# Adama horrida
Adama horrida är en insektsart som beskrevs av Rauno E. Linnavuori och Al-ne'amy 1983. Adama horrida ingår i släktet Adama och familjen dvärgstritar. Inga underarter finns listade i Catalogue of Life.